# Я тебя люблю (фильм, 1985)
«Я тебя люблю» (монг. Би чамд хайртай) — популярная молодёжная мелодрама, снятая монгольским режиссёром Б. Балжиннямом. Вышла на экраны в августе 1985 года. В 2009 году было снято продолжение картины, — «Я тебя люблю» II, — в жанре романтической комедии (режиссёр Б. Баатар).

## В ролях
- Дэлгэр — Лувсанжамцын Эрдэнэбаяр
- Баяра — Нямдаваагийн Бадрал
- Урлэ — Сэрчмаагийн Пурэвма
- Жигмэд (классный учитель) — Банзарын Дамча
- Самбуу (отец Баяра) — Заяатын Жарантав

В СССР фильм впервые был показан в 1987 году с одноголосым закадровым озвучанием киностудии Ленфильм.

## Сюжет
Выпускники средней школы вступают во взрослую жизнь с её испытаниями и крутыми поворотами, сохраняя представление о том, что их детская дружба и привязанности будут вечны. В момент, когда ожидавшая подтверждения своей любви Урлэ (Сэрчмаагийн Пурэвма) услышала единственное произнесённое жестокое слово своего возлюбленного Баяра (Нямдаваагийн Бадрал), её жизнь навсегда меняется, и она борется с трудностями и лишениями, которые преподносит судьба.